# Derek Fordjour
Derek Fordjour (né en 1974) est un artiste Afro-Américains.

## Biographie
Derek Fordjour est né en 1974 à Memphis dans l'état du Tennessee aux États-Unis. Ses parents sont des immigrés ghanéens. Il fréquente brièvement le Pratt Institute et ne reprend que plus tard des études artistiques ptention des diplômes : du Morehouse College, de l'Université Harvard et du Hunter College. Il a notamment travaillé avec l'artiste et professeur Nari Ward (en) qui a valorisé son travail sur la représentation des problèmes des Noirs américains à travers des matériaux non conventionnels.
En 2018, il réalise « Parade » une série de mosaïque installées sur les murs de la station du métro de New Yord 145th Street établie à Harlem. Avec une palette plus claire et plus variée on y perçoit des références à Jacob Lawrence et Archibald Motley.
En 2019, son œuvre « Agency and Regulatory (study) » est vendue aux enchères chez Phillips 137 500 $, soit le double de l'estimation.

## Collections permanentes
Des œuvres de Derek Fordjour sont présentes dans les collections du Whitney Museum of American Art, du Musée d'Art de Dallas, de la Royal Collection au Royaume-Uni, du Musée d'Art du comté de Los Angeles, du Musée d'Art contemporain de Chicago et au Studio Museum in Harlem.